# Кумшох
Кумшо́х (тадж. Қумшоҳ) — село у складі Хатлонської області Таджикистану. Входить до складу джамоату Худойназара Холматова Шахрітуського району.
В радянські часи село називалось Колхоз імені Леніна.
Населення — 2903 особи (2017).